# Dobromirți, Kărdjali
Dobromirți (în bulgară Добромирци) este un sat în comuna Kirkovo, regiunea Kărdjali,  Bulgaria. 

## Demografie
Componența etnică a satului Dobromirți
     Turci (76,6%)
     Nicio identificare (22,56%)
     Altele (0,83%)
La recensământul din 2011, populația satului Dobromirți era de 359 locuitori. Din punct de vedere etnic, majoritatea locuitorilor (76,6%) erau turci. Pentru 22,56% din locuitori nu este cunoscută apartenența etnică.